# Andreas Felber (Musikwissenschaftler)
Andreas Felber (* 1971 in Salzburg) ist ein österreichischer Musikwissenschaftler, der als Jazzkritiker und Rundfunkmoderator bekannt ist.
Felber wuchs in Mattsee auf. Er erhielt eine klassische Klavier-Ausbildung, um dann in der Band The Mosquitos zu spielen.  Zunächst in Salzburg, später in Wien studierte er Musikwissenschaft und Geschichte bzw. Politikwissenschaft. Er promovierte über die Anfänge des Free Jazz in Wien. Als freier Musikjournalist arbeitet er mit den Arbeitsschwerpunkten Jazz, elektronische und Neue Musik u. a. für die Tageszeitung Der Standard sowie Fachmagazine wie Concerto oder Jazz Podium. In Ö1 moderiert er Musiksendungen wie  jazztime, die Ö1 Jazznacht, Spielräume oder Zeit-Ton. Seit Herbst 2003 nimmt er zudem Lehraufträge am Institut für Popularmusik der Universität für Musik und darstellende Kunst Wien wahr.

## Schriften
- Die Wiener Free-Jazz-Avantgarde. Revolution im Hinterzimmer. Böhlau Verlag, Wien 2004, ISBN 978-3-205-77256-9